# Estação Créteil - Université
Créteil - Université é uma estação da linha 8 do Metrô de Paris, localizada na comuna de Créteil.

## História

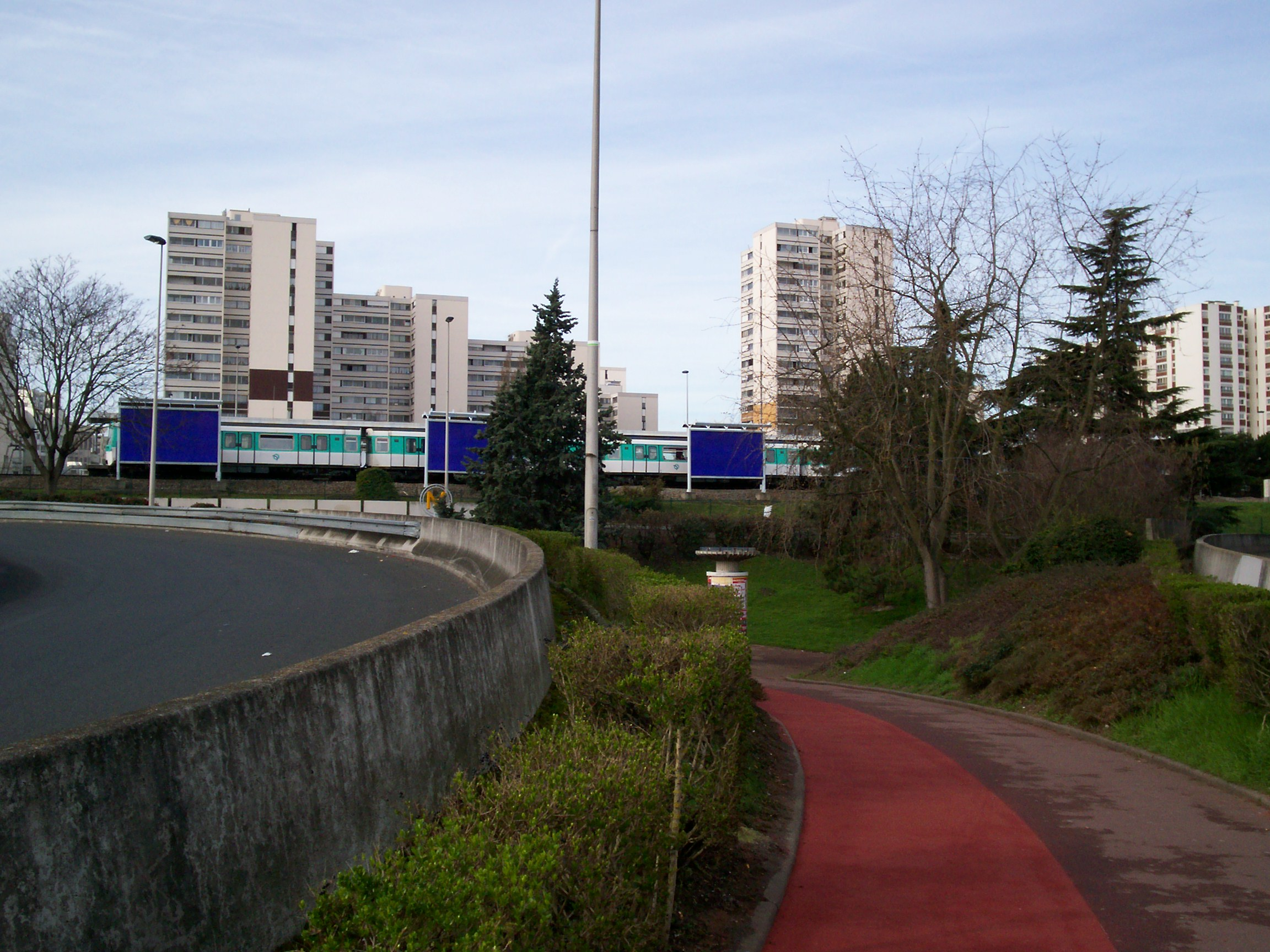
A estação, vista da parada do Trans-Val-de-Marne.

A estação foi inaugurada em 10 de setembro de 1974.
Em 2011, 3 116 625 passageiros entraram nesta estação. Em 2012, havia 3 347 822 passageiros. Ela viu entrar 3 395 813 passageiros em 2013, o que a coloca na 154ª posição das estações de metrô por sua frequência.

## Serviços aos passageiros

### Acesso
O acesso à estação se efetua na extremidade leste da via para pedestres do mail des Mèches.

### Plataformas
A estação é em superfície e possui uma plataforma central enquadrada pelas duas vias do metrô. Esta é equipada com assentos de estilo "Motte" em azul e o nome da estação é inscrito na fonte Parisine em painéis retroiluminados suspensos.
Além disso, a largura das fundações possibilita a construção de uma via e uma plataforma adicionais.

### Intermodalidade
A estação é servida pelo TVM, pelas linhas 181, 281 e 317 da rede de ônibus RATP e, à noite, pelas linhas N32 e N71 da rede Noctilien.

## Pontos turísticos
- Universidade Paris-Est-Créteil-Val-de-Marne